# Super Audio Compact Disc

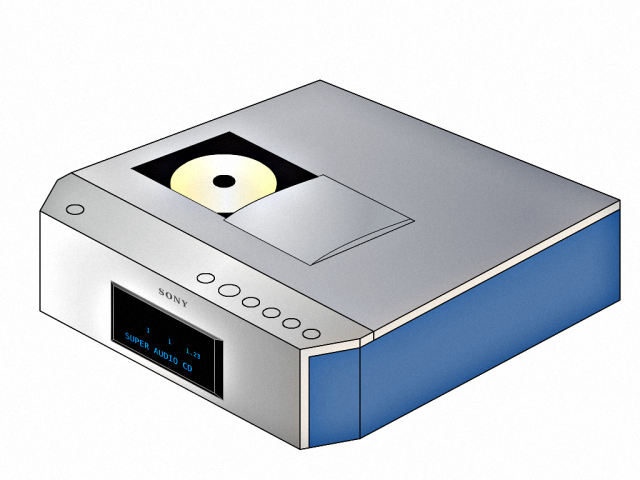
SCD-1, pierwszy odtwarzacz płyt Super Audio CD (schemat)

SACD (ang. Super Audio Compact Disc) – standard nośnika dźwięku, stworzony wspólnie przez firmy Sony i Philips.

## Opis
Format ten był projektowany z myślą o audiofilach, nie zaś jako prosty następca płyt CD-Audio. Wersja 0.9 specyfikacji formatu była dostępna w kwietniu 1998, wersja finalna zaś w 1999. W założeniu płyty SACD miały być hybrydowe, z jedną warstwą do odtworzenia w czytniku CD-Audio oraz drugą – właściwą – dla czytnika SACD, co ogranicza pojemność warstwy SACD do ok. 4,7 GB (pojedyncza warstwa płyty DVD) w przypadku płyt hybrydowych.
W praktyce występują płyty SACD hybrydowe oraz płyty, gdzie obie warstwy zawierają zapis SACD, te ostatnie nie posiadają warstwy CD i nie nadają się do odtwarzania w odtwarzaczach CD-Audio.
Pierwsze czytniki SACD pojawiły się w 1999 roku i były bardzo drogie (około pięciu tysięcy USD).

## Struktura płyty SACD
SACD opiera się na dyskach fizycznie przypominających DVD jako nośniku danych, ale mających strukturę danych przypominającą Compact Disc Digital Audio (zapis strumieniowy z podziałem na sektory, ale bez struktury typowej dla systemu plików jaką można znaleźć np. na płytach DVD). Formatem audio na dyskach SACD jest Direct Stream Digital (DSD), w przeciwieństwie do Pulse Code Modulation (PCM) stosowanego w płytach CD-Audio, a także DVD-Audio i DVD-Video. Format DSD jest obowiązkowy dla wszystkich dysków SACD, bez możliwości wyboru innego lub zmiany parametrów formatu (w przeciwieństwie do DVD-Audio i DVD-Video).
Fizycznie dyski SACD mogą występować w trzech formatach:
- single layer – dysk jednowarstwowy (w formacie DVD-5 z maksymalną pojemnością 4,7 GB) z warstwą wysokiej gęstości (ang. High Density, HD), typową dla SACD, możliwy do odtworzenia tylko w urządzeniach zgodnych ze standardem SACD,
- dual layer – dysk dwuwarstwowy (w formacie DVD-9 z maksymalną pojemnością 8,5 GB) z dwiema warstwami HD, warstwa bliższa czytnikowi może przepuszczać światło przy odpowiednim nastawieniu czytnika, druga warstwa zawsze odbija światło, ograniczenia przy odtwarzaniu: jak dla dysku jednowarstwowego,
- hybrid – dysk hybrydowy, warstwa dalej położona względem czytnika zawsze odbija światło i jest technicznie zgodna z warstwą typową dla dysków CD; warstwa bliższa czytnikowi odbija światło przy odpowiednim nastawieniu czytnika, umożliwiając odczyt przez urządzenia zgodne z SACD; urządzenia zaprojektowane do odczytu tylko i wyłącznie dysków CD ignorują warstwę pośrednią (światło lasera nie jest przez nią odbite), dzięki czemu możliwy jest odczyt dysku hybrydowego, jak gdyby był „zwykłym” dyskiem CD-Audio.

W porównaniu z formatem CDDA format SACD pozwala na oznaczenie na dysku 255 utworów (ograniczeniem dla CDDA jest 99). Podobnie jak CDDA – a w przeciwieństwie do DVD-A, dysk SACD można odtworzyć przez proste wydanie polecenia ‘PLAY’, bez konieczności wybrania jakichkolwiek pozycji w graficznym menu (jak w DVD-Audio czy DVD-Video).
Względnie najciekawszym formatem dysku SACD jest tu hybrid, składający się z warstwy HD i warstwy CD-Audio. Ten typ płyty nadaje się do odtwarzania także w tradycyjnym odtwarzaczu (odtwarzana jest wtedy jedynie warstwa CD-Audio), gdzie można usłyszeć stereofoniczny materiał dźwiękowy (PCM). Odtworzenie warstwy HD z płyty hybrydowej (podobnie jak z płyty single layer i dual layer) możliwe jest jedynie na odtwarzaczach z opcją SACD. Pojemność płyty HD pozwala na umieszczenie materiału dźwiękowego zarówno stereofonicznego (2.0), jak i wielokanałowego. Oznaczenia na płytach SACD informują zwykle o zawartych ścieżkach i formatach, np. Hybrid Multichannel zawierać będzie wersję wielokanałową – zazwyczaj jest to 5.1 lub 5.0 – w warstwie HD oraz wersję stereofoniczną w warstwie HD, jak i w CD-Audio.
W odróżnieniu od płyt DVD-Video zawierających dźwięk wielokanałowy, płyta SACD Multichannel zawiera do 6 (5.1) dyskretnych kanałów audio (podobnie jak DVD-Audio). Oznacza to, że dla odtworzenia efektu przestrzenności dźwięku w układzie 5.1 używa się kanałów już zapisanych osobno na nośniku, w przeciwieństwie do odtwarzania tego efektu z mniejszej liczby kanałów dyskretnych (np. dwóch) przy użyciu macierzy kanałowej. W celu odtworzenia materiału wielokanałowego, odtwarzacz SACD (podobnie DVD-Audio) musi być wyposażony w przetwornik wielokanałowy oraz osobne wyjścia do wzmacniacza mocy dla wszystkich sześciu kanałów. Możliwe są także odtwarzacze SACD odtwarzające jedynie część stereo (2,0) dysku SACD, ignorujące materiał wielokanałowy.
Materiał wielokanałowy na dyskach SACD nie musi być w układzie 5.1. Dobrym przykładem jest wydane w 2001 roku SACD Mike’a Oldfielda ‘Tubular Bells’ (Virgin SACDV2001), które – pomimo oznaczenia ‘Multi-Ch’ – zawiera w części wielokanałowej materiał nie sześcio-, a czterokanałowy (4.0), pochodzący z kwadrofonicznej edycji albumu z roku 1975.
Na płycie SACD obok ścieżek dźwiękowych znajduje się także informacja tekstowa, podobna do tzw. CD-text-u, lecz nieco obszerniejsza. Wśród tych informacji umieszcza się także kod isrc, unikatowy dla każdego tracku oraz kod paskowy i numer katalogowy.
Płyty SACD posiadają cyfrowy znak wodny (ang. pit signal processing, PSP).

## PCM, DSD, DXD

Porównanie zapisu PCM z DSD

W obecnej chwili na płycie SACD dźwięk zapisywany jest w formacie Direct Stream Digital, jednak nie zawsze jest on w tym formacie nagrywany (próbkowany). Do cyfrowych nagrań dźwięku można obecnie zastosować trzy formaty: PCM, DSD lub najnowszy DXD.
PCM to najstarszy z istniejących na rynku cyfrowych formatów zapisu dźwięku. Polega on na próbkowaniu dźwięku ze stałą częstotliwością i zapisywaniu go w 16-bitowych słowach. Dla celów zapisu na płytach CD-Audio przyjęto częstotliwość próbkowania 44,1 kHz, której odpowiada częstotliwość Nyquista wynosząca 22,05 kHz. Częstotliwość taką uznano za wystarczającą, ponieważ nie ma jakichkolwiek dowodów na zdolność słyszenia przez ludzi dźwięków > 20 kHz. Mimo to zwolennicy technologii analogowej zarzucają temu formatowi takie właśnie ograniczenie pasma. Innym zarzutem jest ograniczenie dynamiki dźwięku wynikające z zastosowania tzw. poziomów kwantyzacji. Według nich problemy te ma częściowo likwidować tzw. HD PCM powstały w latach 90., czyli PCM wysokiej rozdzielczości. Stosuje się w nim częstotliwości próbkowania 96 i 192 kHz oraz 24-bitowe słowa. Daje to zakres dynamiki wynoszący 144 dB, wobec 96 dB 16-bitowego PCM, i poprawę jakości dźwięku. Jednak w celu zapisu na płycie SACD na warstwie HD, dźwięk ten musi podlec konwersji na DSD, czyli tzw. up-samplingowi.
Równocześnie z rozwojem HD PCM powstał konkurencyjny format cyfrowego zapisu dźwięku, właśnie DSD, który także miał na celu poprawę rzekomych mankamentów „starego” PCM. W tym nowym formacie zastosowano, w odróżnieniu od modulacji PCM, zmienną częstotliwość próbkowania (modulacja PDM) o znacznie wyższej częstotliwości (2,8224 MHz, czyli 64 razy wyższej od tej na płytach CD-Audio) oraz 1-bitowy zapis tych wartości, rozszerzając tym samym pasmo zapisywanego dźwięku. Ze względu na bardzo dużą kwantyzację 1-bitowego sygnału, dodatkowo w tym formacie używa się tzw. noise shapingu (kształtowania szumu).
Dość szybko okazało się jednak, że nowy system ma również pewne mankamenty. Były nimi właściwie niczym nie ograniczone z góry pasmo przenoszenia oraz duże szumy kwantyzacji wysokich częstotliwości. Pozostawała również konieczność konwersji ze starego PCM, co powodowało, że łatwiej jest produkować DVD-Audio. Poszczególni producenci przetworników analogowo-cyfrowych rozpoczęli naprawę tych mankamentów na własny rachunek. Jednym z pierwszych producentów przetworników DSD był Ed Meitner z EMM-Labs. Aktualnie przetworniki tego formatu wytwarza już wielu producentów.
By sprostać potrzebom zaawansowanej edycji materiału, zanim zostanie on zapisany w DSD, stworzono wielobitowy format DXD, o częstotliwości próbkowania równej 352,8 kHz; jest to tak naprawdę 24-bitowy format PCM z ośmiokrotnie wyższą częstotliwością próbkowania niż na płytach CD-Audio. Aby dźwięk zarejestrowany i obrobiony w tym formacie można było zapisać na płycie SACD, musi on zostać poddany konwersji.
Niektóre płyty SACD zawierają materiał dźwiękowy nagrany w technologii analogowej, a następnie konwertowany do właściwego tej płycie formatu. Mogą to być bądź nagrania archiwalne, reedycje zarówno w stereo, jak i w multichannel, jak i nowe nagrania analogowe (takie też się realizuje do dziś).
Standardem w tym formacie stał się dźwięk przestrzenny (5.1). Większość domowych odtwarzaczy DVD/DivX nie ma możliwości odtwarzania SACD (z wyjątkiem płyt hybrydowych, w których odtwarzana jest tylko warstwa CD-Audio). Powodami, które przyczyniają się do małej popularności tego formatu, są małe ilości wydanych tytułów i nierozstrzygnięta rywalizacja pomiędzy SACD a DVD-Audio.
Na dzisiejszym rynku (2015 r.) jest dostępny bardzo szeroki wachlarz urządzeń odtwarzających SACD. Ceny zaczynają się od ok. 1000 PLN i sięgają prawie 200 000 PLN. Najpopularniejszym, który umożliwia odczyt pozostaje jednak Sony Play Station 3 (tylko wybrane modele).
SACD zyskał sobie większe powodzenie w środowisku audiofilów, którzy uznają go za nieporównywalnie bliższy oryginalnemu brzmieniu niż CD-Audio. Liczne testy odsłuchowe przeprowadzane przez rozmaite zespoły profesjonalistów zajmujących się inżynierią dźwięku nie potwierdziły jednakże prawdziwości powyższej opinii. W warunkach podwójnie ślepej próby, przy normalnych poziomach głośności, część słuchaczy tylko odróżniła brzmienie płyt SACD, większa część słuchaczy natomiast nie była w stanie odróżnić SACD od CD-Audio.

### Double-rate DSD
Dwa razy szybsze próbkowanie DSD wynoszące 5,6448 MHz jest także nazywane jako DSD128 ponieważ jest 128 razy częstsze niż na płycie CD-Audio. Wdrożenie tego formatu zapoczątkowało zapisy audiofilskie 5,6 MHz m.in. poprzez firmę Opus3. Został ustalony standard 48kHz 6,144MHz. Format jest zgody z wieloma urządzeniami takimi jak exaSound E20 MK II DAC. Format ten ma natomiast powodzenie bliskie zeru, poprzez praktycznie zerową dostępność materiału w sprzedaży. Żaden również fabryczny odtwarzacz SACD nie jest w stanie odtworzyć tego formatu (bez konwersji do standardowego formatu single DSD 2,8224 MHz).

### Quad-rate DSD
Scalanie Technologies Horus AD / DA Converter oferuje częstotliwości próbkowania 11,2 MHz czterokrotnie większe niż w standardowym SACD. Jest także określany jako DSD256 ponieważ częstotliwość próbkowania jest 256 razy większa od CD-Audio. Program Pyramix Virtual Studio Digital Audio Workstation pozwala na nagrywanie, edycję i mastering wszystkich formatów DSD, takich jak DSD64 (standardowe SACD), DSD128 (Double-DSD) i DSD256 (Quad-DSD). Został ustalony standard 48kHz 12,288MHz. ExaSound e20 DAC było pierwszym dostępnym na rynku urządzeniem zdolnym do odtwarzania DSD256 przy częstotliwości próbkowania 11,2896 / 12,288 MHz.
Podobnie jak DSD Double-rate format DSD Quad-rate ma powodzenie bliskie zeru, poprzez praktycznie zerową dostępność materiału w sprzedaży. Żaden również fabryczny odtwarzacz SACD nie jest w stanie odtworzyć tego formatu. (bez konwersji do standardowego formatu single DSD 2,8224 MHz)

### Octuple-rate DSD
Dalszy rozwój formatu DSD pozwolił na osiągnięcie DSD512 (ośmiokrotnej częstości SACD), z częstotliwością próbkowania 22,5792 MHz (512-krotnie większy od płyty CD), lub alternatywnie 24,576 MHz (512 razy 48 kHz). Urządzenia takie jak Amanero Combo384 DSD, exaU2I USB to I2S Interface i oprogramowanie JRiver Media Player, foobar2000 z wtyczką SACD oraz HQPlayer są w stanie w pełni obsłużyć pliki DSD tak zaawansowanego próbkowania.
Jednak podobnie jak DSD Double-rate i DSD Quad-rate format DSD Quad-rate ma powodzenie bliskie zeru, poprzez zerową dostępność materiału w sprzedaży. Żaden również fabryczny odtwarzacz SACD nie jest w stanie odtworzyć tego formatu (bez konwersji do standardowego formatu single DSD 2,8224 MHz). Mało tego, odtwarzacz JRiver Media Player, foobar2000 z wtyczką SACD oraz HQPlayer nie są w stanie natywnie operować na tym formacie (choć go odtwarzają).
Odtwarzanie tego materiału opiera się na stratnej konwersji (według określonych algorytmów producenta oprogramowania) na wysokiej rodzielczości format PCM. Nie istnieją też w sprzedaży urządzenia peryferyjne, karty muzyczne pozwalające wysyłać niezmieniony format danych w postaci DSD512. Nie ustalono nawet stałej specyfikacji i nie znormalizowano systemu przesyłu danych (odpowiedniego formatu) dostępnego w urządzeniach powszechnego użytku.

## SACD na PC
Istnieje także możliwość przechowywania, jak i odtwarzania materiału nieskompensowanego z dysku PC. Z reguły płytę można zachować w postaci obrazu ISO, lecz bardziej przystępne i łatwiejsze w użytkowaniu są pliki w formacie *.dsf (Sony DSF file) oraz *.dff (Philips DSDIFF file). Do odtwarzania plików służy darmowy program foobar2000 ze specjalną wtyczką umożliwiającą ich dekodowanie.
1 min materiału DSF na dysku PC:
- 2CH ~ 40 MB
- 6CH ~ 121 MB

Przykładowo dla porównania utwór stereo (2CH) o czasie trwania 5:25 min zajmuje:
- DSF – 1bit, 2,8224 MHz – 218 MB

- WAV – 16 bits, 44,1 KHz, 1411,11 Kbps (CD-Audio, PCM) – 54,7 MB – 25,1% DSF
- WAV – 24 bits, 96 KHz, 4608 Kbps (DVD-Audio, PCM) – 179 MB – 82,1% DSF
- WAV – 24 bits, 192 KHz, 9216 Kbps (DVD-Audio, PCM) – 357 MB – 163,8% DSF
- FLAC – 24 bits, 96 KHz, 3038 Kbps, CL8 (DVD-Audio, PCM) – 118 MB – 54,1% DSF
- FLAC – 24 bits, 192 KHz, 5348 Kbps, CL8 (DVD-Audio, PCM) – 207 MB – 95% DSF
- MP3 – 16 bits, 44,1 KHz, 320 Kbps – 12,4 MB – 5,69% DSF
- MP3 – 16 bits, 44,1 KHz, 128 Kbps – 4,96 MB – 2,3% DSF

Ten sam utwór w multichannel DSF (6CH) to 494 MB.